# Saproscincus spectabilis
Espèce
Synonymes
- Mocoa spectabilis De Vis, 1888
- Saproscincus galli Wells & Wellington, 1985

Saproscincus spectabilis est une espèce de sauriens de la famille des Scincidae.

## Répartition
Cette espèce est endémique du Queensland en Australie.

## Description
C'est un saurien ovipare.

## Publication originale
- De Vis, 1888 "1887" : A contribution to the herpetology of Queensland. Proceedings of the Linnean Society of New South Wales, sér. 2, vol. 2, p. 811-826 (texte intégral).